# Mirkowiczki
Mirkowiczki [pronunciación en polaco: /mirkɔˈvit͡ʂki/] es un asentamiento en el distrito administrativo de Gmina Mieścisko, dentro del Distrito de Wągrowiec, Voivodato de Gran Polonia, en el centro-oeste de Polonia. Se encuentra aproximadamente 9 kilómetros al noreste de Mieścisko, 13 kilómetros al este de Wągrowiec, y 56 kilómetros al noreste de la capital regional, Poznań.